# Dawes-Kriterium

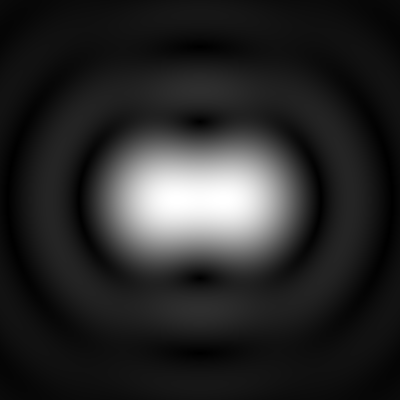
Überlagerung zweier nach Dawes gerade noch auflösbarer Beugungsbilder

Das Dawes-Kriterium beschreibt das durch Beugung begrenzte Auflösungsvermögen eines menschlichen Beobachters bei der Betrachtung enger Doppelsterne durch ein Teleskop. Es ist benannt nach dem britischen Astronomen William Rutter Dawes.

## Definition
Das Kriterium basiert auf dem von Dawes empirisch gefundenen Zusammenhang zwischen dem Durchmesser d einer kreisförmigen Teleskopöffnung in Zoll und dem Winkelabstand eines damit gerade noch zu trennenden Doppelsterns.
Danach wird die Lichtquelle noch als zwei getrennte Sterne aufgelöst, wenn die Lichtintensität zwischen den Quellen eine Einsenkung von mindestens 5 % aufweist. Der minimale Winkelabstand {\displaystyle \alpha } in Bogensekunden berechnet sich durch die Zahlenwertgleichung:
{\displaystyle \alpha ={\frac {4{,}56}{d}}}
Hierbei wird angenommen, es handelt sich um einen sonnenähnlich gelben Doppelstern, dessen Licht näherungsweise eine Wellenlänge von {\displaystyle \lambda =550\;\mathrm {nm} } besitzt.
Mit einem Teleskop von zwei Zoll Öffnung (gut 5 cm) kann also ein Doppelstern mit 2,3 Bogensekunden Winkelabstand getrennt wahrgenommen werden.
Für eine beliebige Wellenlänge {\displaystyle \lambda }, und {\displaystyle \alpha } im Bogenmaß, lautet das Dawes-Kriterium:
{\displaystyle \alpha =1{,}22{\frac {\lambda }{d}}}

## Anwendung
Bei Teleskopen mit Aperturabschattung können größere Winkelauflösungen erzielt werden, da die Größe der ersten Beugungsscheibchen reduziert ist. Für große Teleskope gilt die Formel nicht mehr, da nicht die Beugung, sondern das Seeing die Auflösung begrenzt.
Im Vergleich zum empirischen Dawes-Kriterium für das menschliche Sehen unterschätzt das formale Rayleigh-Kriterium das Auflösungsvermögen um den Faktor 1,22: beim Dawes-Kriterium überlappen die beiden Beugungsscheibchen so stark, dass fast keine Einsenkung zwischen den Maxima zu erkennen ist, während beim Rayleigh-Kriterium die Einsenkung etwa 26 % beträgt. Moderne Bildverarbeitung erlaubt die Vermessung von Doppelsternen auch bei noch stärkerer Überlappung.